# Leyla (Kartoffel)

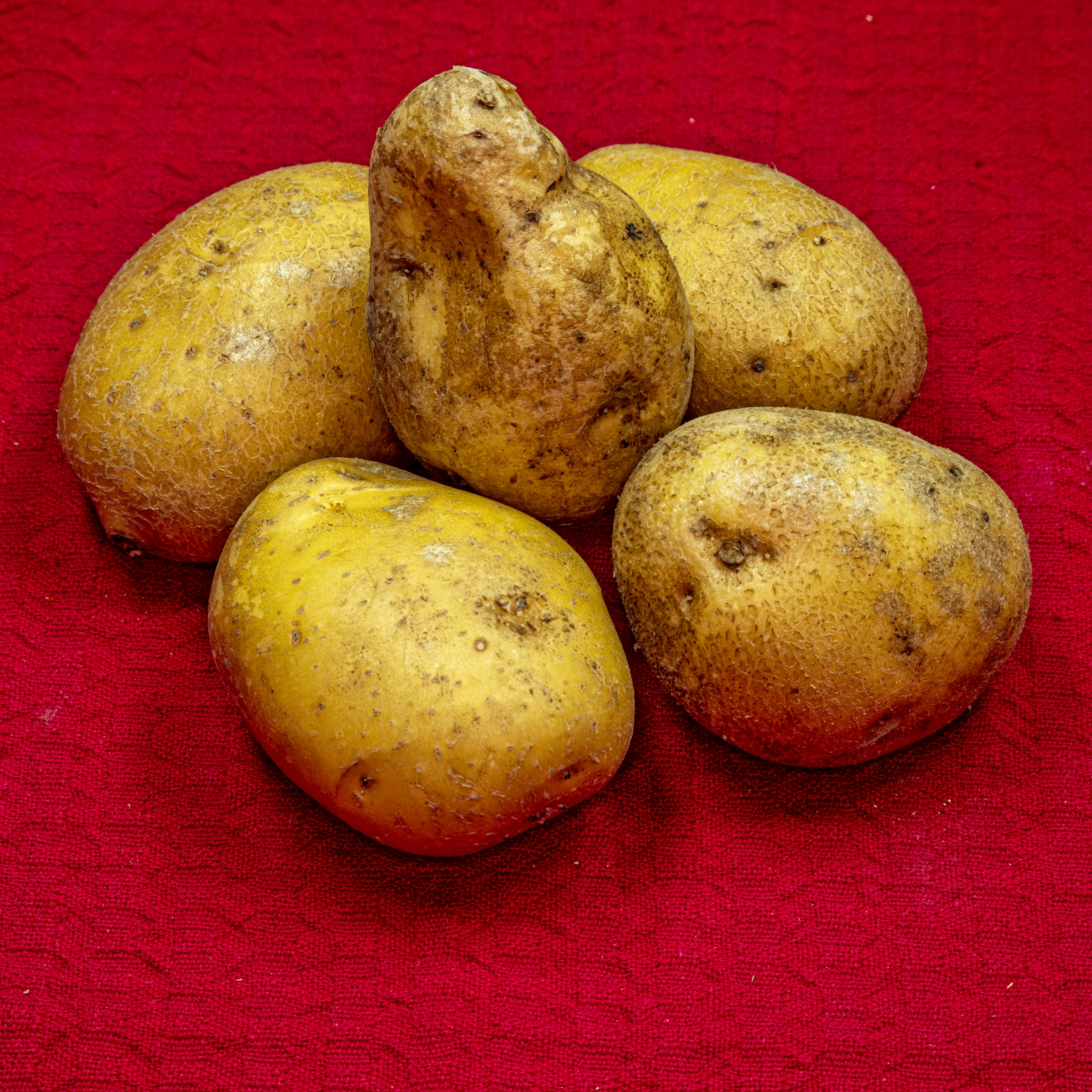
Leyla

Leyla ist eine sehr frühe bis frühe, vorwiegend festkochende Speisekartoffel mit tiefgelbem Fleisch. Sie hat eine dünne, etwas empfindliche Schale. Sie ist relativ keimruhig und gut lagerfähig.
Nutzungsberechtigt und Vertreiberin ist die Firma Europlant Pflanzenzucht GmbH. Leyla erhielt 1988 ihre nationale Zulassung. Sie  wurde 2024 in Deutschland zur Kartoffel des Jahres gewählt.

## Resistenzen
Die Sorte Leyla ist immun gegen den Kartoffelkrebs, ausgelöst durch den Pilz Synchytrium endobioticum. Sie ist mittel bis hoch resistent gegen die Kartoffelfäule auf den Knollen, und nur wenig bis mittel resistent bei den Blättern. Sie ist sehr resistent gegenüber der Weißhosigkeit.